# Esborrador de tinta

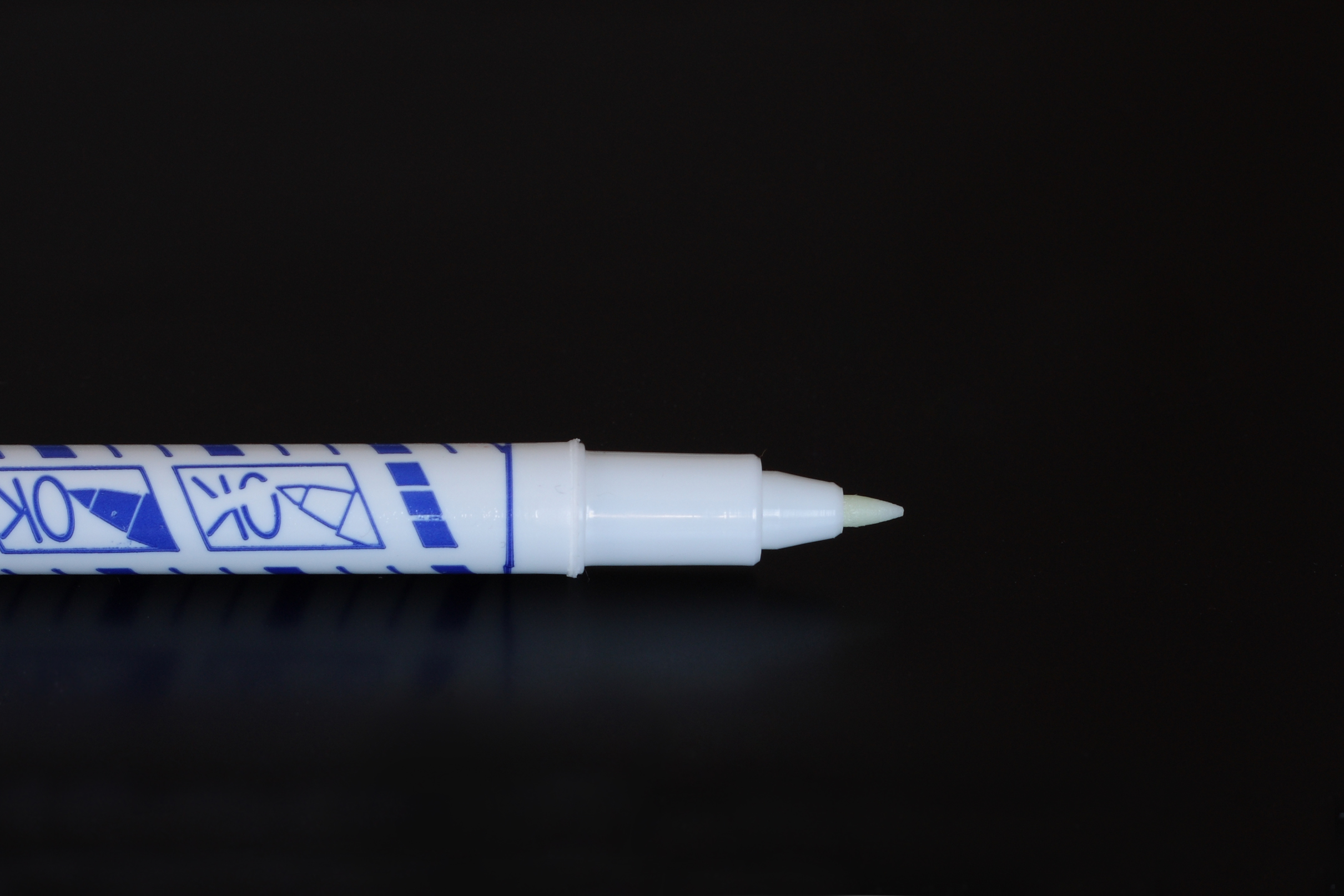
La punta d'un esborrador de tinta.

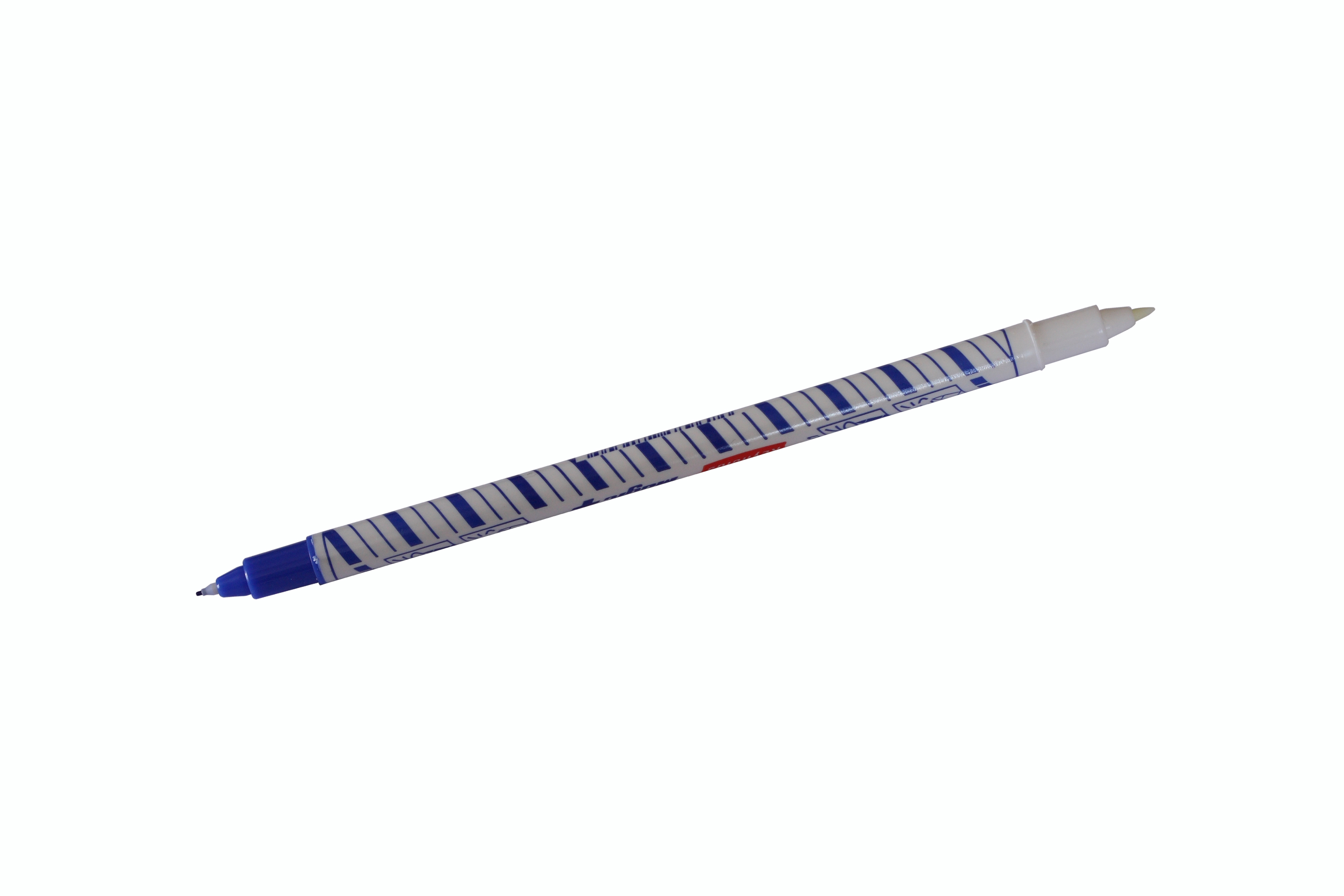
Esborrador de tinta amb els seus costats respectius.

L'esborrador de tinta o esborratinta és un retolador de punta fina amb el qual es poden efectuar correccions en textos escrits amb tinta (majorment blava). Aquest consta generalment de dos costats: d'un costat està la punta esborradora (que ve en tres estils: 850 B, 850 F, i 258 M), i de l'altre costat un retolador color blau real amb el qual es pot efectuar la correcció. La 850 B és una punta gruixuda que pot esborrar lletres senceres, mentre que la 850 F és una fina punta per a esborrar lletres per traços. La 258 M és una punta multi-propòsit dissenyada amb un angle per a diferents quantitats de cobertura.

## Història
El primer mitjà per a llevar-hi la tinta va ser desenvolupat per Pelikan sota el nom de Radierwasser (val. aigua esborradora) i Tintentod (val. mort de tinta). Els primers exemplars a la venda contenien la substància activa com un retolador premsat (semblances a una llapidera hemostàtica). Per al seu ús aquest es xopava i la tinta era esborrada amb ell. Els productes que li van seguir contenien la substància activa com solució. A açò també s'inclou el retolador Tintenkiller (com marca de fàbrica) que va eixir al mercat en 1972, de l'empresa d'eixe llavors Firma Kreuzer en Bonn. El model amb la mateixa estructura va ser després distribuït per Pelikan com Tintentiger.

## Química de l'esborrador de tinta
Totes les tintes habituals són pigments orgànics. Aquests posseeixen un cromòfor, que és una part de la molècula amb electrons de desplaçament "lliure", aquests poden ser excitats per mitjà de determinades longituds d'ona. Per aquesta raó la llum incident és absorbida en aquestes longituds d'ona, mentre que la llum d'altres longituds d'ona és lliurement reflectida. La distribució de les longituds d'ona canvien llavors en el moment de la reflexió (parcial), pel que la llum reflectida rep un color. Per a la tinta del blava nàutic estilogràfic s'empren generalment pigments de trifenilmetà.
Quan la mobilitat dels electrons que emeten el pigment és pertorbada, aquest perd el seu color. En el cas dels pigments de trifenilmetà, n'hi ha prou amb un influx freqüent de l'àtom central de carboni.

### Esborrat amb sulfits
La pertorbació pot realitzar-se per exemple en sulfits. En esta ocasió els hidroxils (OH–) i els ions hidrogensulfit (HSO3–) s'emmagatzemen junt a l'àtom central de carboni del pigment. Per a açò són aptes per exemple el sulfit de sodi (Na₂SO₃), hidrogensulfit de sodi (NaHSO₃), i sulfit de potassi (K₂SO₃).